# Wszechrosyjski Naukowo-Badawczy Instytut „Gradient”
Wszechrosyjski Naukowo-Badawczy Instytut „Gradient” (ros. Всероссийский научно-исследовательский институт «Градиент», ВНИИ «Градиент») – rosyjskie centrum badawcze, otwarta spółka akcyjna działająca na rzecz rosyjskich przedsiębiorstw cywilnego i obronnego przemysłu radioelektronicznego.

## Historia
Działalność Instytutu została zainicjowana 20 grudnia 1974 r. na podstawie zarządzenia Ministerstwa Przemysłu Radiowego ZSRR, które działało na podstawie uchwały Rady Ministrów ZSRR. Jednostka nosiła wówczas nazwę Centralne Biuro Projektowe „Gradient” (ros. Центральное конструкторское бюро ЦКБ «Градиент»). Za swe dokonania w zakresie realizacji programów rządowych przedsiębiorstwo w 1984 r. zostało odznaczone Orderem Czerwonego Sztandaru Pracy. Po rozpadzie Związku Radzieckiego jednostka została przekształcona w Federalną Państwową Instytucję Budżetową (ros. Федеральное Государственное Бюджетное Учреждение, ФГУП «Градиент»). Na podstawie zarządzenia Ministra Gospodarki Federacji Rosyjskiej z 7 lipca 1999 r. „Gradient” otrzymał status Federalnego Przedsiębiorstwa Unitarnego. 
28 grudnia 2011 r. przedsiębiorstwo zostało przekształcone w Wszechrosyjski Naukowo-Badawczy Instytut „Gradient” (ros. Всероссийский научно-исследовательский институт «Градиент», ОАО «ВНИИ «Градиент»). Od 5 czerwca 2015 r. ma status otwartej spółki akcyjnej. Zakres działania obejmuje prowadzenie badań i rozwój w dziedzinie nauk przyrodniczych i technicznych, kapitał zakładowy wynosi 122 mln. 800 tys. rubli. Od 2015 r. jest częścią spółki akcyjnej „Koncern Technologii Radioelektronicznych” (ros. АО «Концерн «Радиоэлектронные технологии», АО КРЭТ), wchodzącej w skład państwowego koncernu Rostech. Do 2017 r. przedsiębiorstwo zarejestrowało w Rosji czternaście opracowanych we własnym zakresie rozwiązań technologicznych.
Przedsiębiorstwo specjalizuje się w zakresie rozwoju, produkcji oraz wsparcia naukowo-technicznego systemów radiotechnicznych specjalnego przeznaczenia. Poza sprzętem o zastosowaniach bojowych produkuje trenażery służące do szkolenia personelu. Dysponuje własną infrastrukturą produkcyjną wyposażoną w niezbędne urządzenia, pomieszczeniami laboratoryjnymi oraz poligonami testowymi. Po agresji Rosji na Ukrainę „Gradient” został objęty 14. pakietem sankcji międzynarodowych z racji produkcji sprzętu o przeznaczeniu militarnym.

## Opracowane konstrukcje
Na potrzeby armii rosyjskiej „Gradient” opracował konstrukcje sprzętu walki elektronicznej:
- 1Ł269 Krasucha-2 i 1RŁ257 Krasucha-4[10],
- 1L267 Moskwa-1[11],
- Diwnomorje[12].